# Noussair Mazraoui
Noussair Mazraoui (arabisch نصير مزراوي, DMG Nuṣair Mazrāwī; * 14. November 1997 in Leiderdorp, Niederlande) ist ein marokkanisch-niederländischer Fußballspieler. Er steht seit August 2024 bei Manchester United unter Vertrag und ist Nationalspieler Marokkos. Er kommt überwiegend auf der rechten Seite im defensiven Mittelfeld und der Abwehr zum Einsatz.

## Sportliche Laufbahn

### Vereinskarriere
Noussair Mazraoui, als Sohn in Marokko geborener Eltern in den Niederlanden geboren und aufgewachsen, hatte ab seinem vierten Lebensjahr für AVV Alphen und später für die Alphense Boys gespielt, ehe er 2006 in die Nachwuchsakademie von Ajax Amsterdam wechselte. Für die zweite Mannschaft Jong Ajax spielte er in den Saisons 2016/17 und 2017/18 insgesamt 55 Spiele in der Eerste Divisie. In der Saison 2017/18 wurde er mit Jong Ajax Meister.
Bereits Anfang November 2016 hatte Mazraoui einen Profivertrag bei Ajax unterschrieben; er war ab Februar 2018 für die erste Mannschaft in der Eredivisie aktiv und wurde am Ende der Saison 2017/18 Vizemeister hinter PSV Eindhoven. Während der Saison 2018/19 wurde er Stammspieler. Er qualifizierte sich mit Ajax für die Gruppenphase der UEFA Champions League und schied schließlich im Halbfinale aus. Im gesamten Wettbewerb (ohne Qualifikationsrunden) kam Mazraoui zu elf Einsätzen (zwei Tore). National gewann er mit Ajax Amsterdam zum Ende der Saison das Double, niederländische Meisterschaft und niederländischer Pokalsieg; seine Vertragslaufzeit endete am 30. Juni 2022.
Zur Saison 2022/23 wurde er vom FC Bayern München bis zum 30. Juni 2026 unter Vertrag genommen. Er und sein Mitspieler Matthijs de Ligt verließen im August 2024 den Verein und wechselten zum englischen Erstligisten Manchester United, bei dem er einen bis zum 30. Juni 2028 datierten Vertrag unterschrieb.

### Auswahleinsätze
Mazraoui absolvierte mindestens drei Einsätze für die marokkanische U20-Auswahl. Bei der Fußball-Weltmeisterschaft 2018 gehörte er als Reservist zum erweiterten Kader der A-Nationalmannschaft, kam jedoch zu keinem Einsatz. Nachdem nach der WM der niederländische Bondscoach Ronald Koeman sein Interesse an Mazraoui bekundete, entschied sich dieser endgültig für Marokko und gab als Grund an, dass er nie für eine niederländische Auswahl nominiert wurde und er schon für die marokkanische U20-Mannschaft spielte.
Sein Debüt für die A-Nationalmannschaft gab er am 8. September 2018 in Casablanca im dritten Qualifikationsspiel der Gruppe B für die Afrikameisterschaft 2019 in Ägypten beim 3:0-Sieg über die Nationalmannschaft Malawis. In der Afrikameisterschaftsendrunde 2019, in der er in drei Spielen zum Einsatz gekommen war, erreichte er das Achtelfinale, das in Kairo mit 1:4 im Elfmeterschießen gegen die Nationalmannschaft Benins verloren wurde.
Ende 2022 gehörte er zum Kader Marokkos bei der WM in Katar. Mit fünf Einsätzen trug er zum erstmaligen Erreichen eines Halbfinals einer afrikanischen Mannschaft maßgeblich bei.

## Titel
Niederlande
- Meister: 2019, 2021, 2022
- Pokalsieger: 2019, 2021
- Supercupsieger: 2019
- Zweitligameister: 2018

Deutschland
- Meister: 2023
- Supercupsieger: 2022

## Kontroversen
Im Mai 2023 unterstützte Mazraoui den mit ihm befreundeten marokkanischen Nationalspieler Zakaria Aboukhlal, der sich geweigert hatte, ein T-Shirt zur Unterstützung der LGBT-Community zu tragen, mit einem bestärkenden Instagramkommentar. Bei dem darauffolgenden Heimspiel des FC Bayern München gegen RB Leipzig zeigten Fans daraufhin mehrere Banner, auf denen Mazraoui aufgefordert wurde, die Werte des FC Bayern zu respektieren.
Im Oktober 2023 teilte Mazraoui im Kontext des Terrorangriffs der Hamas auf Israel und der darauffolgenden israelischen Luftangriffe auf den Gazastreifen via Instagram ein pro-palästinensisches Video, in welchem „unseren unterdrückten Brüdern in Palästina“ der „Sieg“ gewünscht wurde, was auf Kritik stieß und einen Shitstorm auslöste. Große mediale Aufmerksamkeit erfuhr dabei insbesondere die Forderung des Bundestagsabgeordneten Johannes Steiniger auf X, der FC Bayern solle sich umgehend von Mazraoui trennen und es seien „alle staatl. Möglichkeiten“ bezüglich einer Ausweisung Mazraouis aus der Bundesrepublik Deutschland auszuschöpfen. Mazraoui betonte daraufhin, „gegen alle Arten von Terrorismus, Hass und Gewalt“ zu sein. Am 20. Oktober 2023 kündigte der FC Bayern nach einem persönlichen Gespräch mit Mazraoui an, dass keine Konsequenzen folgen würden.